# کلارنس جی. بدجر
کلارنس جی. بدجر (انگلیسی: Clarence G. Badger؛ ‏ ۹ ژوئن ۱۸۸۰ – ۱۷ ژوئن ۱۹۶۴) یک کارگردان فیلم اهل ایالات متحده آمریکا بود. وی در دهه ۱۹۱۰ تا ۱۹۳۰ میلادی مشغول به فعالیت بود.

## گزیدهٔ فیلم‌شناسی
- دختر پرخطر (۱۹۱۶)
- شبی در رم (۱۹۲۴)
- راز ایو (۱۹۲۵)
- این (فیلم ۱۹۲۷) (۱۹۲۷)
- مو قرمزی (۱۹۲۸)
- اخبار داغ (۱۹۲۸)
- پاریس (فیلم ۱۹۲۹) (۱۹۲۹)
- مرد بد (فیلم ۱۹۳۰) (۱۹۳۰)